# ظهور ملل
قیام ملت‌ها (انگلیسی: Rise of Nations) که در زبان فارسی با عنوان ظهور ملل، پیدایش تمدن‌ها و ظهور تمدن‌ها نیز شناخته می‌شود یک بازی ویدئویی در سبک راهبرد بی‌درنگ است که توسط استودیو مایکروسافت و در سال ۲۰۰۳ منتشر شد. ظهور ملل در پلت‌فرم مایکروسافت ویندوز منتشر شد و دارای چند نسخه ظهور ملل: ظهور افسانه‌ها یا قیام افسانه‌ها، قیام ملل:تخت‌ها و مهین‌پرستان (اشاره به انتخاب سیستم دموکراسی بر خلاف دیکتاتوری و استبداد) بوده است.
بخش تک‌نفره نسخه تخت‌ها و میهن‌پرستان این بازی سرگذشت کلی و نسبی قیام‌ها یا جنگ‌های بزرگ تاریخ را از دوران اسکندر کبیر تا دو جنگ جهانی و جنگ سرد در عصر مدرن و اطلاعات پوشش می‌دهد اگرچه دقت جغرافیایی و تاریخی آن پایین است برای مثال می‌توان شهر قم یا بوشهر را در دوران داریوش هخامنشی در نواحی اروپایی ترکیه امروزی (لیدی) دید همینطور ساردیس که با دیکته اشتباه در بازی Sardes نوشته می‌شود.

## اقبال
بازی نمره خوب 89 از 100 را در متاکریتیک دریافت کرد.